# 녹화
녹화(錄畫)는 TV 프로그램이나 풍경, 인물 등의 동영상을 비디오 테이프 레코더와 DVD 레코더, 비디오 카메라 등의 비디오 신호 기록 장치를 이용하여 비디오 테이프나 DVD 미디어, 하드 디스크 등의 영상 기록 매체에 기록, 저장하는 행위나 그 기록물을 말한다. 이 경우, 마이크 및 오디오 헤드 등을 이용하여 음성도 동시에 기록되는 것이 많다.